# Perfect Day (Lou Reed)
"Perfect Day" is een nummer van Lou Reed uit 1972, afkomstig van het album Transformer. Het is een van zijn bekendste nummers en tevens een klassieker uit zijn oeuvre. Zijn roem kreeg in de jaren negentig een impuls toen het nummer werd geselecteerd voor de soundtrack van de film Trainspotting (1996), en voorts nadat het in 1997 werd uitgebracht als liefdadigheidsnummer. In 2003 nam Reed het nummer opnieuw op, nu voor zijn album The Raven.
Het is oorspronkelijk geschreven in de toonaard Bes Majeur.

## Hitnoteringen

### NPO Radio 2 Top 2000
| Nummer met noteringen in de NPO Radio 2 Top 2000 | '99 | '00 | '01 | '02 | '03 | '04 | '05 | '06 | '07 | '08 | '09 | '10 | '11 | '12 | '13 | '14 | '15 | '16 | '17 | '18 | '19 | '20 | '21 | '22 | '23 | '24 |
| ------------------------------------------------ | --- | --- | --- | --- | --- | --- | --- | --- | --- | --- | --- | --- | --- | --- | --- | --- | --- | --- | --- | --- | --- | --- | --- | --- | --- | --- |
| Perfect Day                                      | 195 | -   | 271 | 231 | 129 | 80  | 109 | 103 | 121 | 115 | 125 | 111 | 119 | 160 | 34  | 92  | 110 | 121 | 118 | 134 | 157 | 156 | 179 | 214 | 224 | 212 |

1. ↑  Een '-' betekent dat het nummer niet was genoteerd en een vetgedrukt getal geeft de hoogste notering aan.

### Evergreen Top 1000
| Evergreen Top 1000 "Perfect Day - Lou Reed" | Evergreen Top 1000 "Perfect Day - Lou Reed" | Evergreen Top 1000 "Perfect Day - Lou Reed" | Evergreen Top 1000 "Perfect Day - Lou Reed" | Evergreen Top 1000 "Perfect Day - Lou Reed" | Evergreen Top 1000 "Perfect Day - Lou Reed" | Evergreen Top 1000 "Perfect Day - Lou Reed" | Evergreen Top 1000 "Perfect Day - Lou Reed" | Evergreen Top 1000 "Perfect Day - Lou Reed" | Evergreen Top 1000 "Perfect Day - Lou Reed" | Evergreen Top 1000 "Perfect Day - Lou Reed" | Evergreen Top 1000 "Perfect Day - Lou Reed" | Evergreen Top 1000 "Perfect Day - Lou Reed" | Evergreen Top 1000 "Perfect Day - Lou Reed" | Evergreen Top 1000 "Perfect Day - Lou Reed" | Evergreen Top 1000 "Perfect Day - Lou Reed" | Evergreen Top 1000 "Perfect Day - Lou Reed" |
| Jaar                                        | 2008                                        | 2009                                        | 2010                                        | 2011                                        | 2012                                        | 2013                                        | 2014                                        | 2015                                        | 2016                                        | 2017                                        | 2018                                        | 2019                                        | 2020                                        | 2021                                        | 2022                                        | 2023                                        |
| ------------------------------------------- | ------------------------------------------- | ------------------------------------------- | ------------------------------------------- | ------------------------------------------- | ------------------------------------------- | ------------------------------------------- | ------------------------------------------- | ------------------------------------------- | ------------------------------------------- | ------------------------------------------- | ------------------------------------------- | ------------------------------------------- | ------------------------------------------- | ------------------------------------------- | ------------------------------------------- | ------------------------------------------- |
| Positie                                     | -                                           | -                                           | -                                           | -                                           | -                                           | -                                           | -                                           | 438                                         | 445                                         | 329                                         | 198                                         | 324                                         | 164                                         | 173                                         | 244                                         | 313                                         |

## Coverversies
- Glenn Gregory van Heaven 17; op het verzamelalbum van het BEF-label uit 1982.
- Kirsty MacColl; in duet met Lemonheads-frontman Evan Dando op haar album Galore uit 1995.
- De versie van MacColl en Dando werd overschaduwd[bron?] door die van Duran Duran, afkomstig van hun covers-album Thank You (1995).
- Patti Smith; op haar EP Two More uit 2007.
- Rob de Nijs maakte al in 1977 een Nederlandstalige versie (Lome Dag) voor zijn album Tussen zomer en winter.
- Ook de liefdadigheidsuitvoering werd in het Nederlands vertaald, maar dan als Mooie Dag.
- Susan Boyle; op haar tweede cd The Gift uit 2010. Lou Reed verleende zijn medewerking als producer en regisseerde ook de clip.
- Gare du Nord; op hun album "Lilywhite soul" uit 2011.
- Jan Rot deed het in 2019 op zijn album Wonderlijk Mooi als "De perfecte dag".